# Trochocarpa
Trochocarpa es un género con 25 especies de plantas con flores perteneciente a la familia Ericaceae.

## Taxonomía
El género fue descrito por Robert Brown  y publicado en Prodromus Florae Novae Hollandiae 548. 1810. La especie tipo es: Trochocarpa laurina

## Especies seleccionadas
- Trochocarpa arfakensis
- Trochocarpa bellendenkerensis
- Trochocarpa celebica
- Trochocarpa clarkei
- Trochocarpa cunninghamii
- Trochocarpa dekockii
- Trochocarpa dispersa
- Trochocarpa disticha
- Trochocarpa laurina
- Trochocarpa montana